# درويش (فيلم)
درويش فيلم مصري صدر في 13 أغسطس 2025م. بطولة عمرو يوسف، دينا الشربيني، مصطفى غريب، محمد شاهين، وتارا عماد. وإخراج وليد الحلفاوي.
وحقق فقط في يوم واحد إيرادات بحوالي 2.080.036 جنيهًا مصري وكان المركز الأول في شباك التذاكر وكان هذا في 17 أغسطس 2025. ومجموع إيراداته حتى الآن هو 12 مليون و 516 ألف جنيه.

## أدوار بطولة
- عمرو يوسف : درويش
- دينا الشربيني : زبيدة
- محمد شاهين : نبيل
- مصطفى غريب : عدلي
- تارا عماد : كاريمان
- خالد كمال : عباس طالوش
- أحمد عبد الوهاب : رشدي
- محمود السراج : عثمان
- إسلام حافظ : الأسطى عادل
- إبراهيم حلمي : فؤاد باشا

## ضيوف الشرف
- هشام ماجد
- يسرا
- محمود سعد

## القصة
تدور أحداث الفيلم في فترة الأربعينيات حول رجل محتال ونصاب ذو شخصية جذابة، ويعيش حياة مليئة بالتحديات والمخاطر، ثم يتحول عن طريق الصدقة إلى بطل شعبي، وتنقلب حياته رأسًا على عقب.

## وصلات خارجية
- درويش على موقع قاعدة بيانات الأفلام العربية
- درويش على موقع قاعدة بيانات الفيلم (الإنجليزية)
- درويش على موقع ليتربوكسد (الإنجليزية)